# SG W98/Waspo Hannover

Logo der SG W98/Waspo Hannover

Die SG W98/Waspo Hannover war eine 2003 bis 2012 existierende Spielgemeinschaft in der Wasserball-Bundesliga und anderen Spielklassen, die aus den traditionsreichen Schwimmsportklubs Waspo Hannover-Linden und Wasserfreunde 98 Hannover bestand. Die Stammvereine sind insgesamt neunmal deutscher Wasserball-Meister und zweimal deutscher Wasserball-Pokalsieger geworden.

## Geschichte

### Stammvereine
Die SG W98/Waspo Hannover bestand aus zwei Stammvereinen:
Waspo Hannover-Linden entstand 1913 unter dem Namen „Welle“ und wurde später unter dem Namen Freier Wassersport-Verein Hannover-Linden bekannt. 1932 wurde Waspo deutscher Wasserball-Meister im Arbeiter-Turn- und Sportbund. 1971 schloss sich der Club als Abteilung dem Kneipp-Verein Hannover an. Als sich 1980 der finanzielle Kollaps des Kneipp-Vereins abzeichnete, wurde Waspo wieder eigenständig, musste daher die Bundesliga, der der Verein mittlerweile angehörte, 1981 am Grünen Tisch verlassen. 1982 gelang aber der direkte Wiederaufstieg. Fünf nationale Titel gelangen Waspo Hannover-Linden. 1993 wurde der Verein Deutscher Meister; außerdem feierte Waspo mit einer weitgehend neuen Spielergeneration die deutschen Pokalsiege 1998 und 2003 sowie Supercup-Gewinne 1998 und 2000.
Die Erfolge der Wasserfreunde 98 Hannover liegen schon länger zurück. Beim einzigen Olympiasieg der deutschen Wasserballer bei den Olympischen Sommerspielen 1928 spielten mit Karl Bähre und Fritz Gunst zwei Wasserfreunde in der siegreichen Mannschaft; mit Otto Kühne und Heini Atmer gehörten zwei weitere Spieler zum deutschen Aufgebot, die aber nicht eingesetzt wurden. Fritz Gunst ist mit einer olympischen Goldmedaille und zwei olympischen Silbermedaillen der erfolgreichste Wasserballer des Klubs. Die Vereinsmannschaft der Wasserfreunde wurde in den Jahren 1921, 1922, 1923, 1927, 1936, 1937, 1938 und 1948 gleich achtmal deutscher Meister, war allerdings nach 1997 nicht mehr höherklassig vertreten.

### Spielgemeinschaft
2003 schlossen sich die Wasserballabteilungen zur SG W98/Waspo Hannover zusammen, wobei Waspo den Bundesliga-Startplatz und die komplette Ligamannschaft in die Gemeinschaft einbrachte. Diese belegte nach einer längeren sportlichen Durststrecke (jeweils Play-off-Aus im Viertelfinale) 2011 und 2012 Rang drei in der Bundesliga. Die Mannschaft spielte zudem in der Saison 2003/04 in der damaligen Euro League (jetzt Champions League) sowie 2005/06, 2008/09 und 2011/12 in der LEN-Trophy jeweils auch in den Europapokal-Wettbewerben. Die D-Jugend der Spielgemeinschaft wurde 2005 und 2006 jeweils deutscher Meister.
Die nur für den Bereich Wasserball geltende Spielgemeinschaft endete zu Beginn der Saison 2012/13 mit der kompletten Fusion beider Klubs zu dem neuen Schwimmsportverein Wassersportfreunde von 1898 Hannover, der unter der Kurzform Waspo 98 Hannover firmiert.